# Ludwig Bemelmans
Ludwig Bemelmans (27 avril 1898 - 1er octobre 1962) est un peintre et auteur américain.

## Biographie
Auteur de la série de livres illustrés Madeline à Paris, il a illustré pendant des années la page de couverture du mensuel The New Yorker. En 1952, il acquiert à Paris et décore le bistrot La Colombe qui deviendra un cabaret célèbre.